# Jan Augustyn (rolnik)
Jan Augustyn (ur. 12 stycznia 1882 w Grabinie, zm. 20 czerwca 1940 w Buchenwaldzie) – polski rolnik, działacz społeczny i narodowy na Śląsku Opolskim.

## Życiorys
Pochodził z rodziny polskich patriotów. Jego ojciec – Józef – był rolnikiem i restauratorem, prowadził karczmę w Grabinie. Jan był dwukrotnie żonaty: z Julią Staffa z Gostomi, zmarłą po nieuleczalnej chorobie miał dwoje dzieci; potem poślubił Paulinę Gregarek z Olbrachcic.
Wraz ze starszym bratem Bernardem zaangażował się w działalność plebiscytową. Miejscowi Polacy bezskutecznie domagali się przyłączenia Grabiny do obszaru plebiscytowego. Podobnie jak pozostali członkowie rodziny, Jan wstąpił do Związku Polaków w Niemczech. Został pierwszym prezesem ZPwN na powiat prudnicki.
W 1931 założył polską szkołę w części swojego domu w Grabinie. Oddał też na potrzeby szkolnego boiska część swojej parceli. Niemiecki lekarz powiatowy stwierdził w sprawozdaniu: „Moglibyśmy być zadowoleni, gdyby nasze szkoły były tak urządzone i utrzymane pod względem higienicznym, jak polska szkoła w Grabinie”.
Po wybuchu II wojny światowej, we wrześniu 1939 został aresztowany przez prudnickie Gestapo. Osadzono go w obozie koncentracyjnym KL Buchenwald. Tamże wycieńczony pracą zmarł po otrzymaniu zastrzyku w serce 20 czerwca 1940. Jego rodzina została wywłaszczona i wysiedlona z Grabiny.

## Upamiętnienie

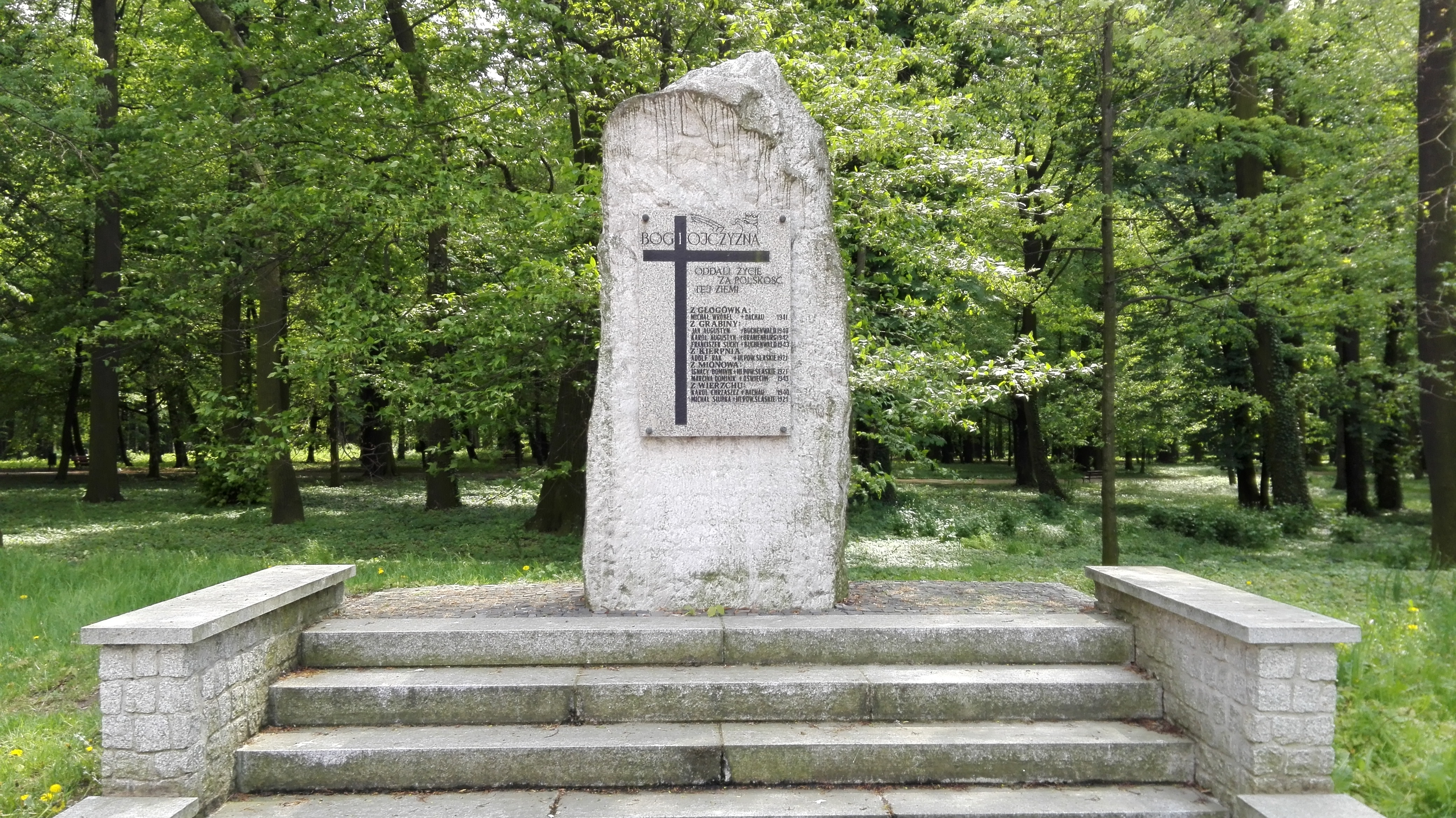
Pomnik Związku Polaków w Niemczech w Parku Miejskim w Prudniku

Jan Augustyn został w 1961 wpisany na pomnik Związku Polaków w Niemczech przy Parku Miejskim w Prudniku.